# Aéroport international de Clark
Pour les articles homonymes, voir CRK.
L'aéroport international Diosdado Macapagal (en philippin : Paliparang Pandaigdig ng Diosdado Macapagal), aussi désigné comme aéroport international de Clark  (code IATA : CRK • code OACI : RPLC), est situé sur l'île de Luçon aux Philippines. Il porte le nom de l'homme d'État philippin Diosdado Macapagal, père de la présidente Gloria Macapagal-Arroyo. 
Il reprend les infrastructures de l'ancienne base de l'USAF Clark Air Base et dessert les villes d'Ángeles ainsi que la ville nouvelle de New Clark City.

## Histoire

### Clark Air Base

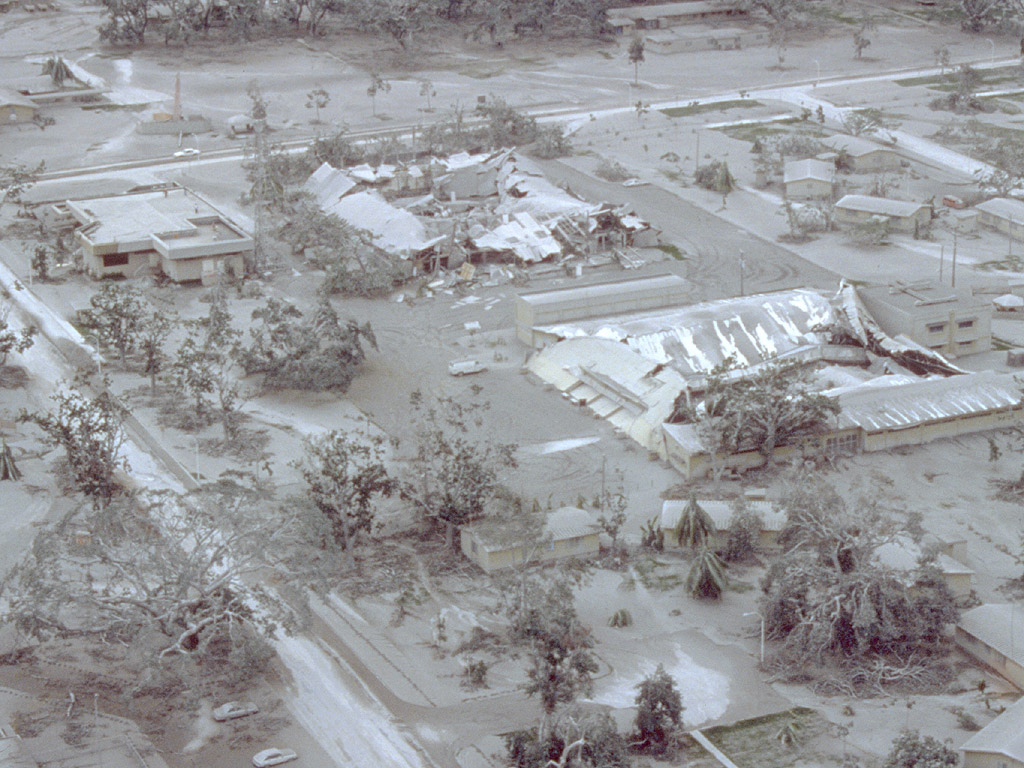
État de la base le 24 juin 1991.

Clark Air Base a été fondée en 1903 par l'US Army sous le nom de Fort Stotsenburg. La partie de ce camp utilisée par l'aviation de renseignement est connue sous le nom de Clark Field depuis septembre 1919. Durant les années 1930, Clark Field servit de terrain pour les bombardiers américains stationnés aux Philippines. Malgré les nombreux appareils envoyés en renfort pendant l'été et l'automne 1941, la base fut capturée en janvier 1942 par les forces japonaises. La base fut reprise par les unités américaines en janvier 1945 (bataille de Luçon).
En mai 1949, Clark est rattachée à l'United States Air Force créé deux ans plus tôt. En 1979, la base, bien que toujours occupée par des unités américaines, passe sous la juridiction de l'état philippin.
Très fortement endommagée par la violente éruption du Pinatubo en juin 1991, la base est définitivement abandonnée par les unités américaines en novembre 1991 qui y détachent de nouveau des unités depuis 2016.

### Aéroport civil
Il faut attendre 1993 pour que l'aéroport, une fois les montagnes de débris déposées par l'éruption volcanique nettoyées, soit rouvert en tant que Clark Special Economic Zone. En 1995, l'aéroport est désigné comme la future plateforme aéroportuaire internationale de la région de Manille. En 2003, la présidente Gloria Macapagal-Arroyo baptise l'aéroport du nom de son père, Diosdado Macapagal. Il reprend le nom de Clark en 2012 et une extension du terminal l'année suivante porte sa capacité à 4,2 millions de passagers annuels.
Témoin de la vocation de l'aéroport à devenir le point d'entrée des Philippines pour les vols internationaux, l'Airbus A380 y a effectué un vol d'essai le 12 octobre 2007.
Sous l'impulsion du président Rodrigo Duterte, un nouveau terminal est mis en construction en 2018. D'une capacité de 8 millions de passagers par an, il devrait être inauguré en 2020 et sera relié au réseau ferré de la Philippine National Railways,. La deuxième piste (02L/20R) est, à l'occasion de ces travaux, convertie en taxiway.

## Compagnies aériennes et destinations

### Destinations domestiques et internationales
| Compagnies                                | Destinations |
| ----------------------------------------- | --- |
| AirSWIFT                                  | El Nido (en) |
| Asiana Airlines                           | Séoul-Incheon |
| Cathay Dragon                             | Hong Kong |
| Cebu Pacific                              | Mactan-Cebu, Hong Kong, Kalibo, Macao, Singapour-Changi                                                                                  |
| Cebu Pacific opéré par Cebgo              | Busuanga (en), Malay P. Ramos (en) |
| China Eastern Airlines                    | Shanghai-Pudong |
| Condor                                    | Francfort |
| Emirates                                  | Dubaï |
| Jetstar Asia Airways                      | Osaka-Kansai , Singapour-Changi |
| Jin Air                                   | Pusan-Gimhae, Séoul-Incheon |
| Philippine Airlines                       | Bacolod-Silay, Cagayan de Oro-Laguindingan, Davao City-Francisco Bangoy, Puerto Princesa, Séoul-Incheon                                  |
| Philippine Airlines opéré par PAL Express | Basco (en), Busuanga (en), Calbayog (en), Catarman, Malay P. Ramos (en), Mactan-Cebu, Masbate (en), Naga (en), Bohol–Panglao, Virac (en) |
| Philippines AirAsia                       | Mactan-Cebu, Malay P. Ramos (en), Davao City-Francisco Bangoy, Iloilo, Kalibo, Kaohsiung , Puerto Princesa, Tacloban                     |
| Platinum Skies Aviation                   | Charter : Bagabag (en) |
| Qatar Airways                             | Doha-Hamad |
| Scoot                                     | Singapour-Changi |

Édité le 03/02/2018

### Terminal Cargo
- FedEx Express : Guangzhou
- Pacific East Asia Cargo Airlines : Cebu, Taipei
- TransGlobal Airways : Cebu, Dhaka, Fujaïrah, Taipei, Xiamen, Zhuhai
- UPS Airlines
- Yangtze River Express : Shanghai

## Situation
| \| 100 km1:11 581 000 \| Sicogon Bacolod Bancasi Basco Busuanga-Coron Calbayog Camiguin Catarman Caticlan Clark Cotabato Cuyo Davao Dipolog General · Santos Iloilo Jolo Kalibo Cagayan de Oro Laoag Legazpi Mactan-Cebu Manille Marinduque Masbate Naga Ormoc Pagadian Puerto · Princesa Roxas Tacloban Sanga · Sanga Sayak Sibulan Subic Bay Surigao San José Bohol Tandag Tugdan Tuguegarao Virac Zamboanga |
| 100 km1:11 581 000 |